# 23019 Thomgregory
23019 Thomgregory è un asteroide della fascia principale. Scoperto nel 1999, presenta un'orbita caratterizzata da un semiasse maggiore pari a 2,7044513 UA e da un'eccentricità di 0,0509559, inclinata di 5,81709° rispetto all'eclittica.